# Потейкин, Виктор Васильевич
Виктор Васильевич Потейкин (24 января 1935 — 14 сентября 2001) — советский и российский кинодраматург, член Союза кинематографистов России.

## Биография
В 1967 году написал сценарий к фильму «Баллада о комиссаре», для которого использовал три рассказа Всеволода Иванова, скомпоновав их в единый целостный материал. К творчеству этого писателя сценарист снова обратился в конце 1970-х, когда был снят телефильм «Долг». В 1990-е годы сотрудничал с компанией НТВ, работая над пятисерийным телефильмом «Дневник профессора Готье», основанным на дневниках московского историка Юрия Готье (1873—1943), полученных из американских архивов.
Похоронен на Осташковском кладбище в Подмосковье.

## Фильмография
Сценарист
- 1967 — Баллада о комиссаре
- 1969 — Красный агитатор Трофим Глушков
- 1969 — Про Клаву Иванову
- 1970 — Севастополь
- 1970 — Спеши строить дом
- 1977 — Долг
- 1981 — Деревенская история
- 1985 — Право любить
- 1986 — Трава зелена
- 1988 — Гулящие люди
- 1995 — Исповеди. Дневник профессора Готье (документальный)